# Церковний ліс
Церко́вний ліс — лісовий заказник загальнодержавного значення в Україні. Розташований у Старобільському районі Луганської області, на північний схід від села Лозове. 
Площа 117,6 га земель державної власності, які перебувають у постійному користуванні державного підприємства «Старобільське лісомисливське господарство» (Старобільське лісництво, кв. 7). Статус присвоєно згідно з Указом Президента України від 27 липня 2016 року № 312/2016. 
Статус присвоєно для збереження байрачної діброви порослевого походження. Зростають тюльпани дібровний та Шренка, рябчик малий, які занесені до Червоної книги України.